# Antoine-Arnaud de Pardaillan de Gondrin
Antoine-Arnaud de Pardaillan, seigneur de Gondrin, marquis d'Antin et de Montespan, est un gentilhomme français né en 1562 et mort à Saint-Léger le 28 mai 1624. Il a été maréchal de camp des armées du roi, lieutenant-général au gouvernement de Guyenne, gouverneur de l'Agenais et du Condomois.

## Biographie
Il commanda une compagnie de cinquante hommes d'armes et combattit les huguenots avec son père près de Montauban. Il continua ce combat jusqu'à l'abjuration d'Henri IV en 1594. Il suivit alors le roi en Franche-Comté et au siège de La Fère. 
En 1596, il est fait sénéchal et gouverneur de l'Agenais et du Condomois.
Henri IV lui donna alors le commandement de l'armée de la frontière de Picardie. Avec le maréchal de Biron il secourut Montreuil il battit les troupes espagnoles commandées par le marquis de Varabon, gouverneur d'Artois. Il rejoignit alors le roi qui assiégeait Amiens occupée par les Espagnols. Premier maréchal de camp, il y fut blessé à la tête. Il participa avec le roi à la guerre de Savoie. Le roi lui en laissa le commandement jusqu'à la paix. Il se retira ensuite sur ses terres.
Le roi Louis XIII éleva en 1612 sa terre de Montespan en marquisat. En 1615, il fit de même pour sa terre d'Antin. Le 31 décembre 1619, il est nommé chevalier des ordres du Roi.
Il est fait gouverneur de Navarre et de Béarn et lieutenant-général au gouvernement de Guyenne.

## Famille
Fils aîné d'Hector de Pardaillan, seigneur de Gondrin et de Montespan, et de Jeanne d'Antin. Il s'est d'abord marié, le 26 mars 1576, avec Marie du Maine, fille et héritière de Jean d'Escandillac et de Philippe de Fumel. Ses enfants de ce premier lit sont :
- Anne, mariée à Henri II d'Albret, baron de Miossens (branche issue de Charles II d'Albret) : d'où le maréchal César-Phébus
- Jeanne, mariée à Henri-Gaston de Foix, comte de Rabat (branche issue de Raimond-Roger).

Il se maria ensuite avec Paule de Saint-Lary de Bellegarde, sœur de Roger II de Bellegarde (et Bellegarde ; duc de Bellegarde) et nièce du maréchal Roger Ier de Bellegarde-Saluces, dont il eut :
- Hector, mort jeune,
- Jean Antoine de Pardaillan de Gondrin, marquis de Montespan, Grand-maître de la Garde-robe du Roi, mort le 21 mars 1687 à 85 ans. Il a été marié à Marie-Anne de Saint-Lary, sa cousine germaine morte le 11 mai 1715 dans sa 94e année. Sans postérité.
- Roger-Hector de Pardaillan de Gondrin, marquis d'Antin, marié à Christine Zamet dame d'Épernon : parents de Louis-Henri, marquis d'Antin et de Montespan, seigneur d'Épernon ; mari de la marquise de Montespan, favorite de Louis XIV : d'où les ducs d'Antin.
- César-Auguste, marquis de Termes, marié à Françoise du Faur-de-Tarabel.
- Henri, mort jeune.
- Jean-Louis, marquis de Savignac, marié à Louise Potdevin.
- Anne.
- Louis Henri de Pardaillan de Gondrin, archevêque de Sens.
- Anne-Paule, morte jeune.
- Marie-Claire, mariée à Pierre Bouchard d'Esparbes de Lussan, vicomte d'Aubeterre.
- Louise-Octavie, morte en 1690, sans alliance.
- Anne-Chrysante, abbesse de Notre-Dame-des-Près, à Troyes, morte en 1686.
- Angélique, religieuse.